# Lang Lang
Lang Lang (en chino, 郎朗; pinyin, Láng Lǎng; Shenyang, 14 de junio de 1982) es un famoso pianista chino, virtuoso y prodigio que ha actuado en importantes orquestas de Europa, Estados Unidos, China, Australia y del resto del mundo. Es ampliamente considerado por críticos, profesionales y expertos pianistas como uno de los mejores pianistas de su generación.  Fue el primer pianista chino en ser contratado por la Orquesta Filarmónica de Berlín, la Orquesta Filarmónica de Viena y algunas de las principales y más importantes orquestas estadounidenses. Críticos de música del Chicago Tribune lo llamaron "el talento de teclado más grande y emocionante que hemos encontrado en muchos años de asistir a recitales de piano".

## Infancia
Lang Lang nació en Shenyang, Liaoning, China en 1982, en el seno de una familia del clan manchú Niohuru, que dio a luz una larga línea de emperadores Qing. Su padre, Lang Guoren, también es músico y toca el erhu, tradicional instrumento chino de cuerda. A los 2 años, Lang vio el episodio The Cat Concerto de Tom y Jerry, en el que aparece la Rapsodia húngara N.º 2 de Franz Liszt. Según Lang, este primer contacto con la música occidental es lo que le motivó a aprender a tocar el piano.
Comenzó a tomar lecciones de piano a la edad de 3 años con la profesora Zhu Ya-Fen. A los 5 años ganó el Concurso de Piano de Shenyang y tocó en su primer recital público.
Cuando Lang Lang tenía 9 años de edad, intentó hacer una audición para entrar en el Central Conservatory of Music de Beijing y, al tener dificultades con sus lecciones, fue expulsado del estudio de su tutor de piano por "falta de talento". Un profesor de música de su colegio notó la tristeza de Lang Lang y decidió consolarle reproduciendo un disco de la Sonata para Piano N.º 10 en do mayor de Mozart, pidiéndole que tocara el segundo movimiento. Esto le recordó a Lang Lang su amor por el instrumento. "Tocar el K. 300 me dio esperanza de nuevo" recuerda Lang.
Lang Lang fue admitido poco después en el Conservatorio Central de Música de Pekín aún con 9 años, estudiando con el profesor Zhao Ping-Guo. En 1993, ganó la Competición de Piano Xing Hai Cup en Beijing y en 1994, a la edad de 11 años, ganó el primer premio por la actuación artística destacada en el Cuarto Concurso Internacional de Jóvenes Pianistas en Ettingen, Alemania. En 1995, a los 13 años de edad, tocó completos los 24 Estudios Op. 10 y Op. 25 de Chopin en el Beijing Concert Hall y, en el mismo año, ganó el primer premio en el Concurso Internacional de Jóvenes Músicos de Chaikovski en Japón, donde tocó el Concierto para Piano n.º 2 de Chopin con la Orquesta Filarmónica de Moscú en un concierto retransmitido por la cadena de televisión NHK. A los 14 años aparece como solista en el concierto inaugural de la Sinfónica Nacional de China, retransmitido por la cadena CCTV y a la que acudió el presidente Jiang Zemin.
Al año siguiente, con 15 años, él y su padre se fueron a Estados Unidos y comenzó a estudiar con Gary Graffman en el Instituto Curtis de Filadelfia.

## Carrera discográfica y actuaciones

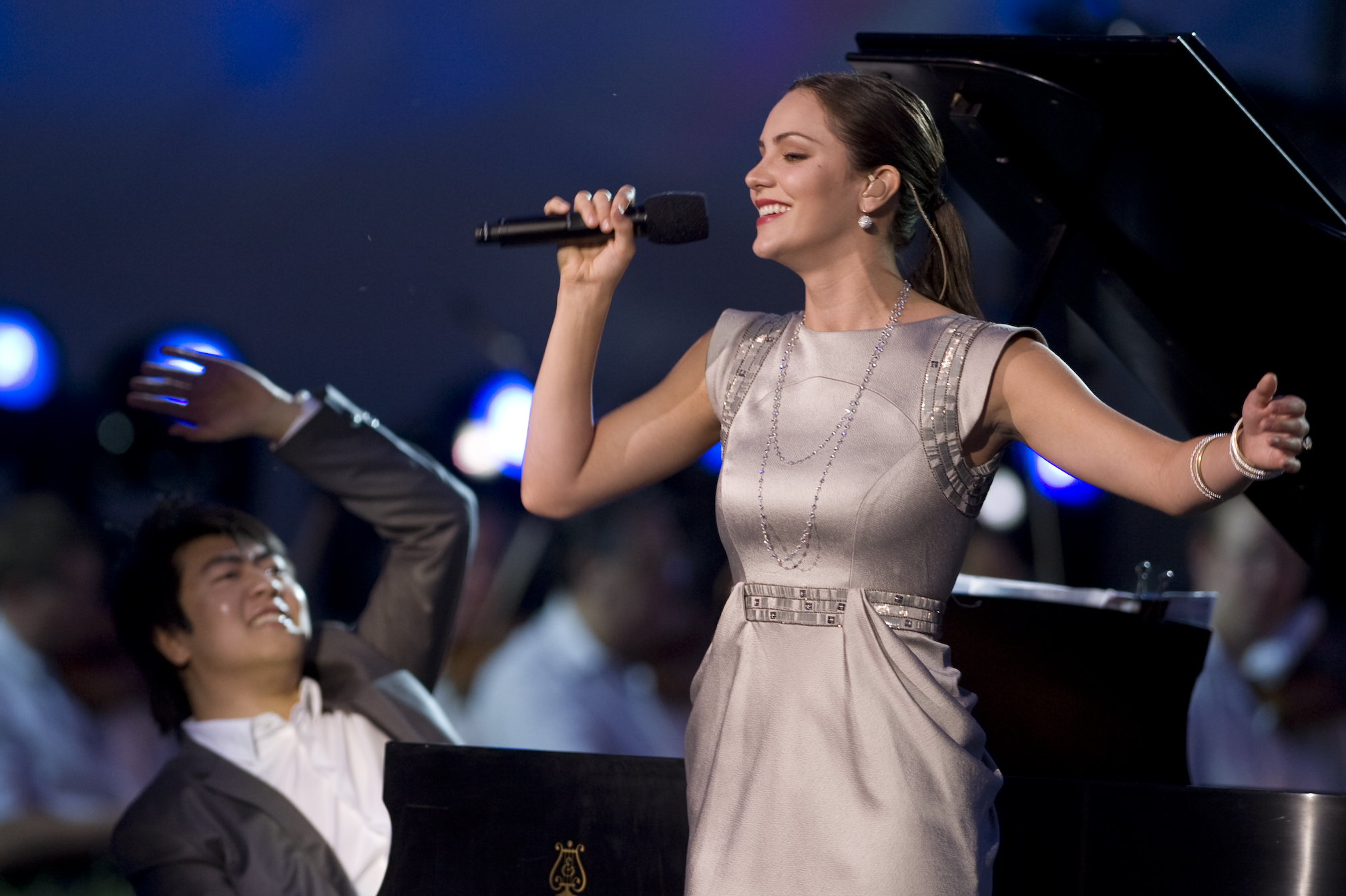
Lang Lang y la cantante Katharine McPhee actuando en el National Memorial Day Concert de Washington D. C. el 24 de mayo de 2009.

El lanzamiento a la fama de Lang Lang llegó en 1999, fue cuando tenía 17 años, con la dramática sustitución en el último minuto (presentada por Isaac Stern) de un indispuesto André Watts en el Festival "Gala de la Centuria" de Ravinia, en el cual tocó el Concierto para piano n.º 1 de Chaikovski con la Orquesta Sinfónica de Chicago (dirigida por Christoph Eschenbach). The Chicago Tribune le llamó el talento del teclado más grande, más excitante descubierto en muchos años.
Lang Lang ha dado recitales y conciertos en muchas ciudades importantes y fue el primer pianista chino en ser contratado por la Filarmónica de Berlín, la Filarmónica de Viena y algunas de las principales orquestas estadounidenses. Un crítico musical de Chicago Tribune lo llamó "el joven talento más grande y excitante de teclado que he encontrado en muchos años de asistir a recitales de piano". Lang Lang ha sido elogiado por músicos y críticos de todo el mundo - el director Jahja Ling comentó: "Lang Lang es especial debido a su maestría total en el piano... Él tiene el talento y el gran poder comunicativo". La Morning Edition del National Public Radio comentó que "Lang Lang ha conquistado el mundo clásico con una técnica y carisma deslumbrantes." A menudo se observa que Lang con éxito abarca dos mundos– prodigio clásico y "superestrella" del rock, un fenómeno resumido por la periodista de Emma Pomfret The Times, que escribió: "No puedo pensar en ningún otro artista clásico que haya logrado el amplio atractivo de Lang Lang sin estropearse".
El estilo de interpretación de Lang Lang fue polémico cuando entró en la escena de la música clásica en 1999. Desde entonces, el pianista Earl Wild lo llamó "el J. Lo del piano."

Otros lo han descrito como inmaduro, pero admiten que su capacidad de "conquistar a las multitudes con bravata juvenil" es espectacular entre los músicos clásicos.
Su madurez en los años subsecuentes fue comentada por The New Yorker: "El exaltado Lang Lang está madurando como artista." En abril de 2009, cuando la revista Time incluyó a Lang Lang en su lista de las 100 personas más influyentes, Herbie Hancock describió su interpretación como "tan sensible y tan profundamente humana", comentando: "Lo oyes tocar y nunca deja de tocarte el corazón."
En 2001 hizo su debut con todas las butacas vendidas en el Carnegie Hall con Yuri Temirkánov, viajando a Pekín con la Orquesta de Filadelfia en una gira que celebraba su centésimo aniversario, durante el cual actuó para una audiencia de 8.000 personas en el Gran Salón del Pueblo, e hizo su aclamado debut en los Conciertos Sinfónicos de la BBC, a lo que la crítica del The Times de Londres escribió: "Lang Lang tuvo un éxito rotundo en el Royal Albert Hall... Esto bien podría ser historia en la actuación." En 2003, volvió a los Conciertos Sinfónicos de la BBC para el concierto de Primera Noche con Leonard Slatkin. Tras su reciente debut en un recital en la Filarmónica de Berlín, el Berliner Zeitung escribió: "Lang Lang es un intérprete espléndido con un detalle artístico que está siempre al servicio de la música." Sin embargo, las críticas recientes son de lo más variadas. Últimamente, una plétora de críticos de música han protestado contra la demasiada teatralidad; cuidado insuficiente; sensibilidad insuficiente. Pero el público sigue adorándolo. Lang Lang se ha convertido en uno de esos artistas cuya carrera prospera fuera de los límites de la aprobación crítica. El pianista está desconcertado por la reacción: "Tienes muchas buenas críticas desde el principio," dice, "y luego los críticos comienzan a criticarte. Es extraño. Las cosas que les gustaron de ti por primera vez - único, fresco- dicen que es genial. Y luego más tarde dicen que eres demasiado fresco, demasiado único. ¡Pero sigue siendo lo mismo!"
Lang Lang fue el solista que tocó en la película ganadora del Globo de Oro, The Painted Veil y se puede oír en la banda sonora de The Banquet. Ha grabado para los sellos discográficos de Deutsche Grammophon y Telarc. Su álbum de los Conciertos para Piano primero y cuarto de Beethoven con la Orquesta de París y Christoph Eschenbach debutó en el número 1 en la Traditional Classical Billboard Chart.
Lang Lang también ha grabado obras de piano para la banda sonora del videojuego Gran Turismo 5, en su mayoría bajo el subgénero "Clásico". Esto incluyó versiones de Danny Boy, The Entertainer de Scott Joplin, la Sonata N.º 8 de Beethoven, una de las piezas de introducción del juego, el tercer movimiento de la Sonata para Piano N.º 7 de Prokófiev.
También ha actuado para numerosos dignatarios internacionales, entre ellos el anterior Secretaría General de Naciones Unidas Kofi Annan, el presidente Barack Obama, Isabel II del Reino Unido, el presidente Hu Jintao de China, el presidente Horst Köhler de Alemania, Carlos de Gales, y el primer ministro Ruso Vladímir Putin, el presidente francés Nicolas Sarkozy y el presidente polaco Lech Kaczynski.
Lang Lang ha actuado con las principales orquestas del mundo, incluyendo la Sinfónica de Boston, la Filarmónica de Nueva York, la Orquesta de Cleveland, la Sinfónica de Detroit, la Orquesta de Filadelfia, la Filarmónica de Los Ángeles, la Sinfónica de San Francisco, la Filarmónica de Berlín, la Filarmónica de Londres, la Orquesta de París, la Filarmónica de Hong Kong, la Sinfónica de Sídney, la Filarmónica de Israel, la Filarmónica de San Petersburgo y la Orquesta Sinfónica Simón Bolívar de Venezuela. Ha colaborado con directores entre los que se encuentran Daniel Barenboim, Charles Dutoit, Christoph Eschenbach, Valery Gergiev, Mariss Jansons, James Levine, Lorin Maazel, Zubin Mehta, Simon Rattle, Wolfgang Sawallisch, Yuri Temirkánov, Michael Tilson Thomas, Franz Welser-Möst y Gustavo Dudamel.
Lang Lang graba en exclusiva para Deutsche Grammophon.
En 2007 participa en la grabación de seis pistas en el álbum de Mike Oldfield, Music of the Spheres, que cuenta con la dirección orquestal de Karl Jenkins y que no sería lanzado hasta el primer trimestre de 2008.

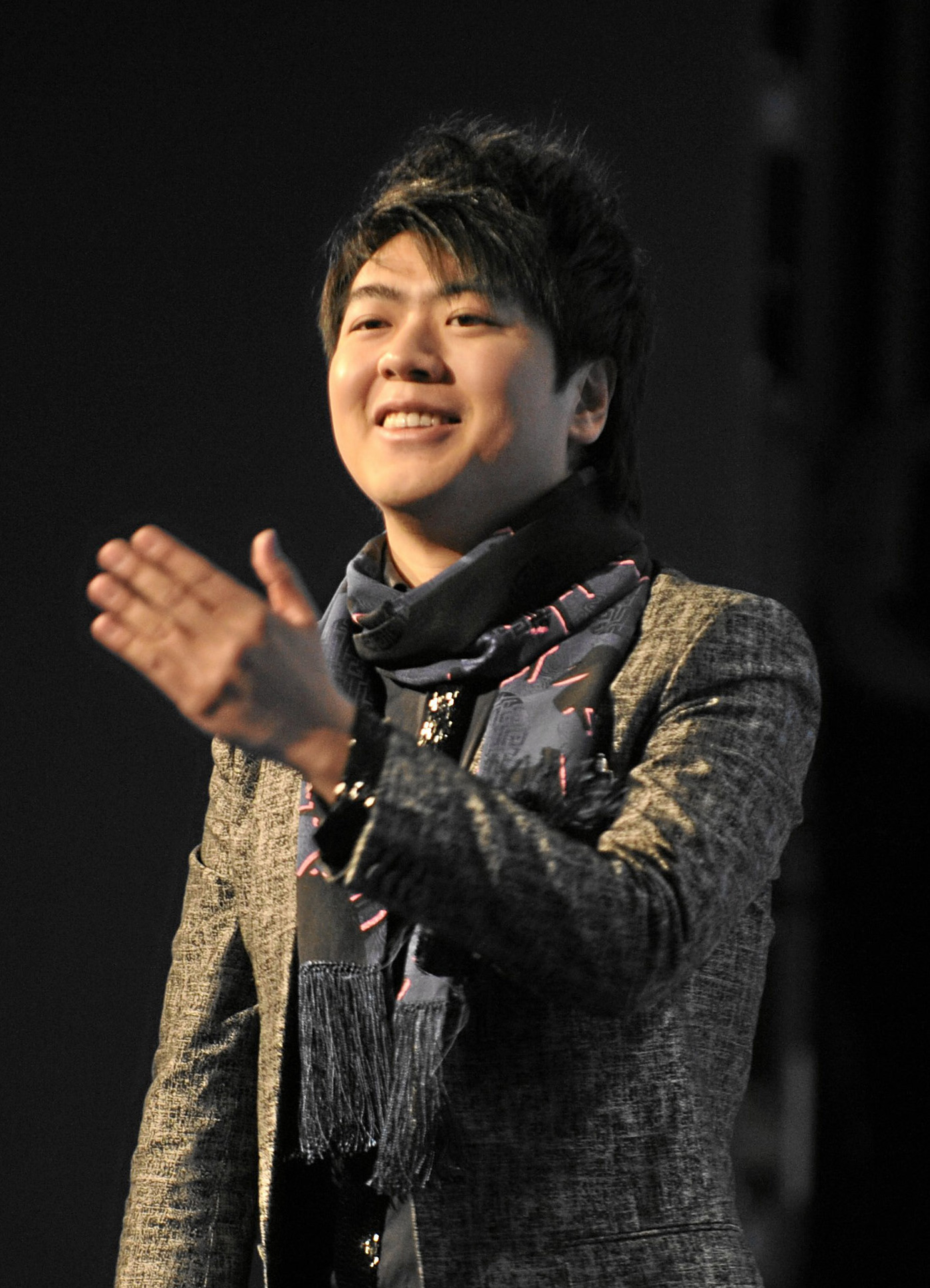
Lang Lang tras una actuación en la asamblea anual del Foro Económico Mundial en Davos, 2010.

Lang Lang ha actuado en varios lugares al aire libre, incluyendo Central Park en Nueva York, Hollywood Bowl en Los Ángeles, el Ravinia Festival en Chicago, Theaterplatz en Dresde y Derby Park en Hamburgo.
En julio de 2007, hace una aparición en un concierto del Teatro del Silenzio, Lajatico, Italia, organizado por Andrea Bocelli con motivo de sus 15 años de carrera a partir de 1992. Interpretó "Io ci sarò" con Bocelli, y la "Hungarian Rhapsody" de Liszt, y Bocelli señala que Lang Lang es un pianista incomparable. La actuación está disponible en un DVD titulado Vivere Live in Tuscany.
En diciembre de 2007, Lang Lang actuó en el concierto de los Premios Nobel en Stockholm. Colaborando con Seiji Ozawa, apareció en la apertura de la gala de la Víspera de Año Nuevo para el Centro Nacional para las Artes Interpretativas en Beijing. También participó en el concierto de inauguración en el Estadio Olímpico de Múnich con Mariss Jansons, marcando el comienzo de la Copa Mundial de la FIFA, y, en un concierto de celebración realizado la noche antes del último partido de la Eurocopa de 2008, Lang Lang tocó con la Filarmónica de Viena bajo la dirección de Zubin Mehta frente al Palacio de Schönbrunn.
En 2008, una audiencia de aproximadamente uno y cuatro mil millones de personas vio la actuación de Lang Lang en la ceremonia de inauguración de los Juegos Olímpicos de Pekín del verano de 2008, donde se convirtió en un símbolo de la juventud y el futuro de China. Durante estos juegos, también apareció en la cadena alemana ZDF e hizo varias apariciones en las emisiones del The Today Show de los Juegos Olímpicos de Verano. En la ceremonia de apertura interpretó una melodía de la Yellow River Cantata con Li Muzi, de siete años de edad. Lang Lang también colaboró con el grupo alemán Schiller para grabar "Time for Dreams", utilizado para promover alguna cobertura de los Juegos Olímpicos de 2008 en Alemania.
En febrero de 2008, Lang Lang y el pianista de jazz Herbie Hancock actuaron juntos en la 50.ª edición de los Premios Grammy, interpretando la Rhapsody in Blue de George Gershwin. Los dos coincidieron nuevamente por United Airlines para la reintroducción de su campaña publicitaria "It's Time to Fly" with a con una serie de nuevos anuncios animados emitidos durante los Juegos Olímpicos de Verano de 2008. En abril de 2008, estrenó el Primer Concierto para Piano de Tan Dun, denominado "El fuego". Hancock y Lang Lang continuaron colaborando en una gira mundial en el verano de 2009. Lang tocó en la ceremonia del Premio Nobel de la Paz de 2009 para el presidente estadounidense Barack Obama y en el concierto del Premio Nobel de la Paz en Oslo al día siguiente.
Lang Lang ha realizado numerosas apariciones en televisión incluyendo The Today Show, The Tonight Show with Jay Leno, Good Morning America, CBS Early Show y 60 Minutes. Ha aparecido en publicaciones como The New Yorker, Esquire, Vogue (Germany), The Times, Financial Times, GQ, Die Welt, Reader's Digest y People. En diciembre de 2008, Lang Lang se asoció con Google y YouTube y obtuvo el título de primer embajador de la Orquesta Sinfónica de YouTube.
En 2009, actuó en el Carnegie Hall acompañado por Marc Yu, un pianista de 11 años y niño prodigio de la música de Pasadena, California, que hizo su debut Carnegie Hall en el evento.
Lang Lang apareció en el premiado documental alemán-austriaco, Pianomania, que fue dirigido por Lilian Franck y Robert Cibis. La película se estrenó teatralmente en Norteamérica, Asia y en toda Europa, y forma parte del catálogo del Goethe-Institut.
En 2010, apareció en el Carnegie Hall China Festival y actuó con la Filarmónica de Nueva York en Nochevieja en el Avery Fisher Hall.
En 2010, firmó con Sony por 3 millones de dólares.
En 2011, Lang Lang realizó la apertura de la Última noche de los Proms en el Royal Albert Hall actuando con la Orquesta Sinfónica de la BBC. Interpretó el Primer Concierto para Piano de Liszt y la Grande Polonaise Brillante de Chopin.
En junio de 2012, interpretó la Hungarian Rhapsody N.º 6 de Liszt y la Rhapsody in Blue de Gershwin en el Queen's Diamond Jubilee Concert del Buckingham Palace.
En 2012, Lang Lang impartió una clase magistral a unos pocos pianistas del Royal College of Music con Lara Ömeroğlu y Martin James Bartlett.
En enero de 2014, Lang Lang colaboró con la banda heavy metal Metallica en la 56.ª edición de los Premios Grammy, interpretando su icónico y clásico de 1988 contra la guerra "One".
El 3 de julio de 2014, Lang Lang tocó en el Festival Internacional de Biblos, Líbano.
El 19 de septiembre, tocó con el artista coreano PSY para la ceremonia de apertura de los Juegos Asiáticos de 2014 en Incheon, Corea del Sur.
El 18 de octubre, Lang Lang hizo apariencia en el Red Velvet Ball en el Powell Symphony Hall de St. Louis.
El 8 de febrero de 2015, Lang Lang actuó con Pharrell Williams y Hans Zimmer en la edición 57.ª de los Premios Grammy, interpretando la canción de éxito de Pharrell "Happy".
El 30 de abril de 2015, Lang Lang actuó en el concierto inaugural de la Expo de 2015 con Andrea Bocelli en la Piazza del Duomo de Milán.
El 4 de julio de 2015, Lang Lang interpretó la "Rhapsody in Blue" durante la "A Capitol Fourth", una celebración del Día de la Independencia estadounidense televisada desde Washington D. C..
En una aparición en el episodio del 30 de diciembre de 2015 de "Mozart in the Jungle", Lang Lang interpretó una versión de la "Rapsodia húngara n.º 2" de Franz Liszt.
En 2020, editó el disco Goldberg variations, un álbum en el que interpreta las Variaciones Goldberg de Bach. 

### Cena de Estado en la Casa Blanca
En la cena de la Casa Blanca en honor del Presidente de China Hu Jintao el 19 de enero de 2011, una de las melodías que Lang interpretó fue la canción "My Motherland" de la película Battle on Shangganling Mountain, una película antiimperialista sobre la guerra de Corea.
Las letras de la canción incluyen la línea "Nos ocupamos de lobos con armas", que en la película se refiere indirectamente al Ejército de Estados Unidos. Aunque la melodía es popular y ha perdido gran parte de su significado político e histórico en China,
la actuación se dice que es interpretada por algunos para insultar a los EE. UU.
En respuesta a la controversia, Lang Lang negó que él hubiese tenido la intención de insultar a los Estados Unidos. Más tarde, realizó una declaración en la que exclamó que "seleccioné esta canción porque ha sido una de mis favoritas desde que era un niño y no fue seleccionada por ninguna otra razón sino por la belleza de su melodía". Tommy Vietor, portavoz de la Casa Blanca también respondió diciendo que My Motherland es "ampliamente conocida y popular en China por su melodía. Lang Lang interpretó la canción sin letras o referencia a ningún tema político... Cualquier sugerencia de que esto era un insulto a los Estados Unidos es una completa equivocación."

## Vida personal
El 2 de junio de 2019, anunció su matrimonio con Gina Alice Redlinger, una pianista coreano-alemana.

## Libros
La autobiografía de Lang Lang, Journey of a Thousand Miles, publicada por Random House en ocho idiomas, fue publicado en el verano de 2008. Delacorte Press también publicó una versión de la autobiografía específicamente para lectores más jóvenes, titulada Playing with Flying Keys.

## Premios e imagen pública
Además ser un superventas en China, Lang Lang ha recibido numerosos premios y ha sido visto por millones de telespectadores en todo el mundo. Su grabación de DG de los Conciertos para piano de Beethoven N.º 1 y N.º 4 con Christoph Eschenbach fue nominada para el Premio Grammy durante el año de su lanzamiento.
Ha actuado con Gergiev y la Orquesta de Kirov en el Great Hall del Conservatorio de Moscú en una actuación que fue retransmitida por la televisión nacional rusa. Su actuación de 2004 con Sir Simon Rattle y la Filarmónica de Berlín en el Waldbühne, a la que asistieron 23.000 personas y que fue retransmitida internacionalmente por televisión. En el verano de 2002, se convirtió en el primer galardonado del Premio Leonard Bernstein en el Festival de Schleswig-Holstein, como reconocimiento a su distinguido talento musical.
Además de su carrera musical, se dedica apasionadamente a compartir música con la gente joven y fue reconocido recientemente por sus esfuerzos por el Fondo de Naciones Unidas para la Infancia, o UNICEF por sus siglas en inglés, que le nombró su Embajador de Buena Voluntad en 2004. El gobierno chino lo seleccionó como vicepresidente de la Federación de Jóvenes de Toda China. Apareció en la lista de 2009 de la revista Time de las 100 personas más influyentes del mundo, y en el Salón de la Fama de la revista Gramophone en 2012. En 2008, la Academia Nacional de Artes y Ciencias de la Grabación lo nombró Embajador Cultural en China. Más recientemente, Lang Lang fue elegido como embajador oficial mundial en la Expo de Shanghái de 2010.
El Financial Times informó que Lang Lang es "evangélico en sus esfuerzos por difundir la popularidad de la música clásica." En octubre de 2008, lanzó la Fundación Internacional de Música Lang Lang en Nueva York con el apoyo de los Grammys y UNICEF. En mayo de 2009, Lang Lang y sus tres alumnos escogidos de la fundación – Charlie Liu, Anna Larsen, y Derek Wang, de entre ocho y 10 años de edad – actuaron juntos en The Oprah Winfrey Show."
En junio de 2011, Lang Lang se convirtió en el embajador mundial de la marca Telefónica Archivado el 9 de enero de 2016 en Wayback Machine.. Lang Lang y Telefónica desarrollan acciones conjuntas en el ámbito del compromiso social, la educación, la cultura y la tecnología Archivado el 8 de abril de 2014 en Wayback Machine..
El 22 de julio de 2012, Lang llevó la antorcha Olímpica de Londres en 2012 en Hornchurch. El 24 de agosto de 2012, fue galardonado con la Cruz federal al mérito de la República Federal de Alemania por su participación en el Schleswig-Holstein Musik Festival.
El 28 de octubre de 2013, Lang Lang fue elegido por el Secretario General Ban Ki-moon para ser Mensajero de la Paz de las Naciones Unidas — un papel que él dice es más importante que su música porque puede ayudar a mejorar las vidas de los niños alrededor del mundo mediante la educación.
Su Sony Chopin Album recibió en 2013 un Premio Echo Klassik.

## Críticas
A pesar de ser uno de los pianistas más aclamados y adorados por público de todo el mundo, Lang Lang ha sido sujeto de diversas críticas de parte de otros pianistas y escuelas historicísticas dentro de la música. Esto se debe a que si bien el pianista chino tiene innegablemente muchas capacidades y una gran destreza, se lo ha acusado de hacer espectáculo al borde de lo sobrecargado, aplicar exageraciones de rubato o de la ausencia de este en piezas de carácter romántico. También se lo ha señalado como un pianista de "márketing".

## Otras lecturas
- Lang, Lang: "Journey of a thousand miles: my story", Lang Lang con David Ritz, New York: Spiegel & Grau, 2009, 239 p. ISBN 978-0-385-52456-8 (en inglés)
- Lang, Lang: "Lang Lang: playing with flying keys", Lang Lang con Michael French, introducción por Daniel Barenboim, New York: Delacorte Press, 2008, 215 p. ISBN 978-0-385-73578-0 (en inglés)
- Wu, Grace: "Lang Lang", Cheng & Tsui Co, 2010, 93 p. ISBN 0-88727-758-6 (en inglés)
- David Ritz: "Lang Lang", 2010 ISBN 9788484284918 (en castellano)